# Stéphane Hessel
Stéphane Frédéric Hessel, ursprungligen Stefan Friedrich Kaspar Hessel, född 20 oktober 1917 i Berlin, död 27 februari 2013 i Paris, var en fransk diplomat, författare och radikal politiker. 
Hessel var motståndsman under andra världskriget, och i dess slutskede var han fånge i koncentrationslägret Buchenwald. År 2010 väckte han uppseende med skriften Indignez-vous!.

## Biografi
Stéphane Hessel föddes i Berlin 1917 och var son till skriftställaren och översättaren Franz Hessel, som tillhörde en högborgerlig familj med polsk-judiskt ursprung, som konverterat till luthersk protestantism. Hans mor, journalisten Helen Grund-Hessel, var dotter till en preussisk bankman och är förebild för hjältinnan "Catherine" i Jules et Jim, den kända självbiografiska romanen av Henri-Pierre Roché (som är romanens Jim). Han var både vän till Franz Hessel (Jules) och hans rival om Helen. Historien om denna osannolika trio som ville bryta de sociala konventionerna filmatiserades av François Truffaut med Jeanne Moreau i rollen som "Catherine".
Hessel flyttade till Frankrike 1925 med sina föräldrar och bror. Han tog studenten (baccalauréat de philosophie) 1932 vid 15 års ålder. Han intresserade sig för filosoferna  Alexandre Kojève och Hegel. Efter studier i London School of Economics återvände han till Paris och École Libre des Sciences Politiques. 1937 blev han fransk medborgare och kom in på elitskolan École normale supérieure. 
1940 blev han krigsfånge men lyckades fly och förenade sig med Charles de Gaulle i London i mars 1941 och anslöt sig till de fria franska styrkorna. 1944 sändes han på uppdrag till det ockuperade Paris, där han arresterades och skickades till Buchenwald. Han lyckades undgå avrättning genom att byta identitet med en avliden fånge. Denna förfalskning röjdes så småningom men han lyckades undgå ytterligare avrättningar och tog sig till de amerikanska linjerna vid krigsslutet.
Han kom i november 1945 till det franska utrikesdepartementet och utnämndes till ambassadör i Kina. Hans diplomatiska karriär varade till 1985.  Han blev änkling 1985 men gifte om sig 1989. 
Hessel engagerade sig politiskt i frågor som Maastrichtfördraget och de mänskliga rättigheterna. Han stödde 2009 ekologisterna Daniel Cohn-Bendit och José Bové inför valet till europaparlamentet med förhoppningar om att en oförvägen vänster skulle få ökad tyngd. Han har även under sina sista år engagerat sig i den israelisk-palestinska konflikten och har bland annat betecknat den israeliska offensiven på Gazaremsan som krigsförbrytelse och brott mot mänskligheten.

## SkriftenIndignez-vous! (Säg ifrån!)
Hessels politiska skrift Indignez-vous! (Bli upprörda! eller Reagera!, Säg ifrån!) som utkom i oktober 2010 blev snabbt ett litterärt fenomen med en rekordutgivning om 950 000 exemplar på tre månader. Indignez-vous ! blev en internationell bästsäljare redan innan den hade blivit översatt till något annat språk..
"I boken [...] vill Hessel få dagens yngre generationer att engagera sig för politiska och sociala förändringar. Vi underkastar oss alltför villigt det han kallar 'finansmarknadernas diktatur'." (Theresa Benér)